# Чемпионат Южной Америки по футболу среди молодёжных команд 2023 (составы)
В этой статье перечислены составы национальных футбольных сборных на Чемпионате Южной Америки среди молодёжных команд 2023 года в Колумбии, который прошёл в период с 19 января по 12 февраля 2023 года.
Информация о клубах и возраст футболистов указаны по состоянию на день начала турнира.
| Группа A                                  | Группа B                               |
| ----------------------------------------- | -------------------------------------- |
| Колумбия Аргентина Бразилия Парагвай Перу | Эквадор Уругвай Венесуэла Чили Боливия |

## Группа A

### Колумбия
| №              | Имя                  | Клуб                   | Дата рождения    | Возраст | Игр     | Голов   |
| Вратари        | Вратари              | Вратари                | Вратари          | Вратари | Вратари | Вратари |
| -------------- | -------------------- | ---------------------- | ---------------- | ------- | ------- | ------- |
|                | Алексей Рохас        | Арсенал                | 28 сентября 2005 | 17 лет  | —       | —       |
|                | Луис Маркинес        | Атлетико Насьональ     | 10 апреля 2003   | 19 лет  | —       | —       |
|                | Кристиан Сантандер   | Барранкилья            | 20 августа 2003  | 19 лет  | —       | —       |
| Защитники      |                      |                        |                  |         |         |         |
|                | Хуан Хосе Мина       | Депортиво Кали         | 27 июля 2004     | 18 лет  | —       | —       |
|                | Андрес Саласар       | Атлетико Насьональ     | 15 января 2003   | 20 лет  | —       | —       |
|                | Эдиер Окампо         | Льянерос               | 3 октября 2003   | 19 лет  | —       | —       |
|                | Фернандо Альварес    | Пачука                 | 24 октября 2003  | 19 лет  | —       | —       |
|                | Хулиан Паласиос      | Энвигадо               | 7 августа 2003   | 19 лет  | —       | —       |
|                | Кевин Мантилья       | Индепендьенте Санта-Фе | 22 мая 2003      | 19 лет  | —       | —       |
|                | Даниэль Педросо      | Реал Картахена         | 19 марта 2004    | 18 лет  | —       | —       |
| Полузащитники  |                      |                        |                  |         |         |         |
|                | Даниэль Луна         | Депортиво Кали         | 7 мая 2003       | 19 лет  | —       | —       |
|                | Оскар Кортес         | Мильонариос            | 3 декабря 2003   | 19 лет  | —       | —       |
|                | Джон Велес           | Барранкилья            | 25 июля 2003     | 19 лет  | —       | —       |
|                | Густаво Пуэрта       | Богота                 | 23 июля 2003     | 19 лет  | —       | —       |
|                | Алексис Маньома      | Кортулуа               | 3 января 2003    | 20 лет  | —       | —       |
|                | Мигель Монсальве     | Индепендьенте Медельин | 27 февраля 2004  | 18 лет  | —       | —       |
|                | Джохан Торрес        | Индепендьенте Санта-Фе | 7 сентября 2004  | 18 лет  | —       | —       |
|                | Хуан Кастилья        | Хьюстон Динамо         | 27 июля 2004     | 18 лет  | —       | —       |
| Нападающие     |                      |                        |                  |         |         |         |
|                | Рикардо Карабальо    | Барранкилья            | 9 февраля 2004   | 18 лет  | —       | —       |
|                | Джон Дуран           | Астон Вилла            | 13 декабря 2003  | 19 лет  | —       | —       |
|                | Хуанда Фуэнтес       | Барселона Атлетик      | 19 мая 2003      | 19 лет  | —       | —       |
|                | Исаак Сулета         | Хетафе B               | 10 августа 2003  | 19 лет  | —       | —       |
|                | Хорхе Кабесас Уртадо | Индепендьенте Медельин | 6 сентября 2003  | 19 лет  | —       | —       |
| Главный тренер |                      |                        |                  |         |         |         |
| Флаг Колумбии  | Эктор Карденас       | Эктор Карденас         | 28 августа 1979  | 43 года |         |         |

### Аргентина
| №              | Имя                   | Клуб                     | Дата рождения    | Возраст | Игр     | Голов   |
| Вратари        | Вратари               | Вратари                  | Вратари          | Вратари | Вратари | Вратари |
| -------------- | --------------------- | ------------------------ | ---------------- | ------- | ------- | ------- |
|                | Федерико Гомес        | Тигре                    | 5 марта 2004     | 18 лет  | —       | —       |
|                | Франко Эррера         | Ньюэллс Олд Бойз         | 19 сентября 2003 | 19 лет  | —       | —       |
|                | Франсиско Гомес       | Расинг                   | 6 апреля 2004    | 18 лет  | —       | —       |
| Защитники      |                       |                          |                  |         |         |         |
|                | Лаутаро Ди Лольо      | Бока Хуниорс             | 10 марта 2004    | 18 лет  | —       | —       |
|                | Науэль Генес          | Бока Хуниорс             | 18 июня 2004     | 18 лет  | —       | —       |
|                | Хулиан Ауде           | Ланус                    | 24 марта 2003    | 19 лет  | —       | —       |
|                | Бриан Агилар          | Ланус                    | 13 апреля 2003   | 19 лет  | —       | —       |
|                | Агустин Джай          | Сан-Лоренсо              | 16 января 2004   | 19 лет  | —       | —       |
|                | Валентин Гомес        | Велес Сарсфилд           | 26 июня 2003     | 19 лет  | —       | —       |
|                | Франсиско Марко       | Дефенса и Хустисия       | 27 июня 2003     | 19 лет  | —       | —       |
|                | Улисес Чиччиоли       | Росарио Сентраль         | 2 июля 2003      | 19 лет  | —       | —       |
| Полузащитники  |                       |                          |                  |         |         |         |
|                | Максимилиано Гонсалес | Ланус                    | 4 мая 2004       | 18 лет  | —       | —       |
|                | Максимо Перроне       | Велес Сарсфилд           | 7 января 2003    | 20 лет  | —       | —       |
|                | Аксель Энсинас        | Ривер Плейт              | 24 мая 2004      | 18 лет  | —       | —       |
|                | Факундо Буонанотте    | Брайтон энд Хоув Альбион | 23 декабря 2004  | 18 лет  | —       | —       |
|                | Джино Инфантино       | Росарио Сентраль         | 19 мая 2003      | 19 лет  | —       | —       |
|                | Нико Пас              | Реал Мадрид Кастилья     | 8 сентября 2004  | 18 лет  | —       | —       |
| Нападающие     |                       |                          |                  |         |         |         |
|                | Бриан Агирре          | Ньюэллс Олд Бойз         | 6 января 2003    | 20 лет  | —       | —       |
|                | Игнасио Маэстро Пуч   | Атлетико Тукуман         | 3 августа 2003   | 19 лет  | —       | —       |
|                | Алехо Велис           | Росарио Сентраль         | 19 сентября 2003 | 19 лет  | —       | —       |
|                | Сантьяго Кастро       | Велес Сарсфилд           | 18 сентября 2004 | 18 лет  | —       | —       |
|                | Николас Вальехо       | Индепендьенте            | 3 января 2004    | 19 лет  | —       | —       |
|                | Хулиан Фернандес      | Велес Сарсфилд           | 30 января 2004   | 18 лет  | —       | —       |
| Главный тренер |                       |                          |                  |         |         |         |
| Флаг Аргентины | Хавьер Маскерано      | Хавьер Маскерано         | 8 июня 1984      | 38 лет  |         |         |

### Бразилия
| №              | Имя            | Клуб                | Дата рождения   | Возраст | Игр     | Голов   |
| Вратари        | Вратари        | Вратари             | Вратари         | Вратари | Вратари | Вратари |
| -------------- | -------------- | ------------------- | --------------- | ------- | ------- | ------- |
|                | Кайке          | Палмейрас           | 16 апреля 2003  | 19 лет  | —       | —       |
|                | Кауан Сантос   | Фламенго            | 11 апреля 2003  | 19 лет  | —       | —       |
|                | Микаэл Понтес  | Атлетико Паранаэнсе | 12 марта 2004   | 18 лет  | —       | —       |
| Защитники      |                |                     |                 |         |         |         |
|                | Артур          | Америка Минейро     | 17 марта 2003   | 19 лет  | —       | —       |
|                | Каики Бруно    | Крузейро            | 8 марта 2003    | 19 лет  | —       | —       |
|                | Патрик Ланза   | Сан-Паулу           | 18 января 2003  | 20 лет  | —       | —       |
|                | Андре Доминике | Баия                | 7 октября 2003  | 19 лет  | —       | —       |
|                | Дуглас Мендес  | Ред Булл Брагантино | 13 июня 2004    | 18 лет  | —       | —       |
|                | Роберт Ренан   | Зенит (СПб)         | 11 октября 2003 | 19 лет  | —       | —       |
|                | Вевертон       | Крузейро            | 17 февраля 2003 | 19 лет  | —       | —       |
|                | Жан Педросо    | Коритиба            | 28 января 2004  | 18 лет  | —       | —       |
| Полузащитники  |                |                     |                 |         |         |         |
|                | Андрей Сантос  | Челси               | 3 мая 2004      | 18 лет  | —       | —       |
|                | Марлон Гомес   | Васко да Гама       | 14 декабря 2003 | 19 лет  | —       | —       |
|                | Александер     | Флуминенсе          | 8 октября 2003  | 19 лет  | —       | —       |
|                | Роналд         | Гремио              | 11 февраля 2003 | 19 лет  | —       | —       |
|                | Гильерме Биро  | Коринтианс          | 20 апреля 2004  | 18 лет  | —       | —       |
| Нападающие     |                |                     |                 |         |         |         |
|                | Педро          | Коринтианс          | 5 февраля 2006  | 16 лет  | —       | —       |
|                | Стенио         | Крузейро            | 5 апреля 2003   | 19 лет  | —       | —       |
|                | Жиоване        | Коринтианс          | 24 ноября 2003  | 19 лет  | —       | —       |
|                | Ренан Виана    | Атлетико Паранаэнсе | 31 января 2003  | 19 лет  | —       | —       |
|                | Савио          | ПСВ                 | 10 апреля 2004  | 18 лет  | —       | —       |
|                | Витор Роке     | Атлетико Паранаэнсе | 28 февраля 2005 | 17 лет  | —       | —       |
|                | Луис Гильерме  | Палмейрас           | 9 февраля 2006  | 16 лет  | —       | —       |
| Главный тренер |                |                     |                 |         |         |         |
| Флаг Бразилии  | Рамон Менезес  | Рамон Менезес       | 30 июня 1972    | 50 лет  |         |         |

### Парагвай
| №              | Имя              | Клуб               | Дата рождения    | Возраст | Игр     | Голов   |
| Вратари        | Вратари          | Вратари            | Вратари          | Вратари | Вратари | Вратари |
| -------------- | ---------------- | ------------------ | ---------------- | ------- | ------- | ------- |
|                | Анхель Гонсалес  | Либертад           | 4 февраля 2003   | 19 лет  | —       | —       |
|                | Родриго Фрутос   | Олимпия (Асунсьон) | 6 января 2003    | 20 лет  | —       | —       |
|                | Хавьер Талавера  | Серро Портеньо     | 12 августа 2003  | 19 лет  | —       | —       |
| Защитники      |                  |                    |                  |         |         |         |
|                | Алан Нуньес      | Серро Портеньо     | 1 октября 2004   | 18 лет  | —       | —       |
|                | Хильберто Флорес | Либертад           | 1 апреля 2003    | 19 лет  | —       | —       |
|                | Алексис Кантеро  | Гуарани (Асунсьон) | 5 февраля 2003   | 19 лет  | —       | —       |
|                | Тьяго Сервин     | Гуарани (Асунсьон) | 5 июня 2003      | 19 лет  | —       | —       |
|                | Абель Бритес     | Серро Портеньо     | 14 декабря 2003  | 19 лет  | —       | —       |
|                | Аксель Альфонсо  | Олимпия (Асунсьон) | 7 мая 2004       | 18 лет  | —       | —       |
|                | Алексис Фретес   | Либертад           | 25 сентября 2005 | 17 лет  | —       | —       |
|                | Виктор Кабаньяс  | Серро Портеньо     | 13 февраля 2003  | 19 лет  | —       | —       |
|                | Луис Ролон       | Олимпия (Асунсьон) | 27 февраля 2003  | 19 лет  | —       | —       |
| Полузащитники  |                  |                    |                  |         |         |         |
|                | Виктор Кинтана   | Олимпия (Асунсьон) | 6 марта 2003     | 19 лет  | —       | —       |
|                | Диего Гомес      | Либертад           | 27 марта 2003    | 19 лет  | —       | —       |
|                | Матиас Сеговия   | Гуарани (Асунсьон) | 4 января 2003    | 20 лет  | —       | —       |
|                | Нельсон Гауто    | Гуарани (Асунсьон) | 14 июля 2003     | 19 лет  | —       | —       |
|                | Ариэль Гамарра   | Архентинос Хуниорс | 6 марта 2003     | 19 лет  | —       | —       |
|                | Сесар Ольмедо    | Олимпия (Асунсьон) | 28 февраля 2003  | 19 лет  | —       | —       |
|                | Тобиас Санабрия  | Олимпия (Асунсьон) | 1 января 2003    | 19 лет  | —       | —       |
| Нападающие     |                  |                    |                  |         |         |         |
|                | Диего Гонсалес   | Селая              | 7 января 2003    | 20 лет  | —       | —       |
|                | Аллан Влк        | Олимпия (Асунсьон) | 1 марта 2003     | 19 лет  | —       | —       |
|                | Леонардо Ролон   | Гуарани (Асунсьон) | 16 мая 2003      | 19 лет  | —       | —       |
|                | Кевин Перейра    | Тальерес (Кордова) | 15 января 2003   | 19 лет  | —       | —       |
| Главный тренер |                  |                    |                  |         |         |         |
| Флаг Парагвая  | Альдо Бобадилья  | Альдо Бобадилья    | 20 апреля 1976   | 46 лет  |         |         |

### Перу
| №              | Имя                 | Клуб                      | Дата рождения    | Возраст | Игр     | Голов   |
| Вратари        | Вратари             | Вратари                   | Вратари          | Вратари | Вратари | Вратари |
| -------------- | ------------------- | ------------------------- | ---------------- | ------- | ------- | ------- |
|                | Денсель Канья       | Сьенсиано                 | 22 февраля 2003  | 19 лет  | —       | —       |
|                | Себастьян Амасифуэн | Альянса Лима              | 6 июня 2004      | 18 лет  | —       | —       |
|                | Хосуэ Варгас        | Универсидад Сесар Вальехо | 28 марта 2003    | 19 лет  | —       | —       |
| Защитники      |                     |                           |                  |         |         |         |
|                | Андерсон Вильякорта | Универсидад Сесар Вальехо | 25 июля 2005     | 17 лет  | —       | —       |
|                | Хосе Санчес         | Кантолао                  | 4 мая 2003       | 19 лет  | —       | —       |
|                | Матиас Ласо         | Мельгар                   | 16 января 2004   | 19 лет  | —       | —       |
|                | Алекс Кустодио      | Сулия                     | 31 января 2004   | 18 лет  | —       | —       |
|                | Николас Амасифуэн   | Альянса Лима              | 5 июля 2005      | 17 лет  | —       | —       |
|                | Себастьян Аранда    | Альянса Лима              | 7 октября 2003   | 19 лет  | —       | —       |
|                | Клуиверт Агилар     | Ломмел                    | 5 мая 2003       | 19 лет  | —       | —       |
|                | Хильмар Паредес     | Спортинг Кристал          | 8 января 2003    | 20 лет  | —       | —       |
| Полузащитники  |                     |                           |                  |         |         |         |
|                | Гонсало Агирре      | Нуэва Чикаго              | 6 мая 2003       | 19 лет  | —       | —       |
|                | Катриэль Кабельос   | Расинг (Авельянеда)       | 18 августа 2004  | 18 лет  | —       | —       |
|                | Джек Каруальянки    | Университарио             | 9 мая 2004       | 18 лет  | —       | —       |
|                | Валентино Сандоваль | Универсидад Сан-Мартин    | 6 августа 2003   | 19 лет  | —       | —       |
|                | Альваро Рохас       | Университарио             | 12 марта 2005    | 17 лет  | —       | —       |
|                | Андре Васкес        | Мельгар                   | 30 января 2003   | 19 лет  | —       | —       |
| Нападающие     |                     |                           |                  |         |         |         |
|                | Хуан Гойкочеа       | Альянса Лима              | 12 января 2005   | 18 лет  | —       | —       |
|                | Себастьян Пино      | Альянса Лима              | 20 января 2003   | 19 лет  | —       | —       |
|                | Диего Отойя         | Спортинг Кристал          | 13 сентября 2004 | 18 лет  | —       | —       |
|                | Кенджи Кабрера      | Мельгар                   | 27 января 2003   | 19 лет  | —       | —       |
|                | Дейтер Васкес       | Универсидад Сесар Вальехо | 6 июля 2003      | 19 лет  | —       | —       |
|                | Бруно Португаль     | Мельгар                   | 28 июня 2003     | 19 лет  | —       | —       |
| Главный тренер |                     |                           |                  |         |         |         |
| Флаг Перу      | Хайме Серна         | Хайме Серна               | 5 мая 1985       | 37 лет  |         |         |

## Группа B

### Эквадор
| №              | Имя                | Клуб                     | Дата рождения   | Возраст | Игр     | Голов   |
| Вратари        | Вратари            | Вратари                  | Вратари         | Вратари | Вратари | Вратари |
| -------------- | ------------------ | ------------------------ | --------------- | ------- | ------- | ------- |
|                | Итан Минда         | ЛДУ Кито                 | 4 июля 2004     | 18 лет  | —       | —       |
|                | Хильмар Напа       | Эмелек                   | 5 января 2003   | 20 лет  | —       | —       |
|                | Тони Хименес       | Гуаякиль Сити            | 10 октября 2003 | 19 лет  | —       | —       |
| Защитники      |                    |                          |                 |         |         |         |
|                | Давис Баутиста     | Аукас                    | 16 февраля 2005 | 17 лет  | —       | —       |
|                | Луис Кордова       | Депортиво Куэнка         | 17 января 2003  | 20 лет  | —       | —       |
|                | Гарис Мина         | Индепендьенте дель Валье | 20 августа 2003 | 19 лет  | —       | —       |
|                | Ельцин Эрике       | ЛДУ Кито                 | 27 марта 2003   | 19 лет  | —       | —       |
|                | Даниэль де ла Крус | ЛДУ Кито                 | 6 марта 2004    | 18 лет  | —       | —       |
|                | Орландо Эррера     | Индепендьенте дель Валье | 23 января 2003  | 19 лет  | —       | —       |
|                | Байрон Карабали    | Аукас                    | 22 апреля 2003  | 19 лет  | —       | —       |
| Полузащитники  |                    |                          |                 |         |         |         |
|                | Дениль Кастильо    | ЛДУ Кито                 | 24 марта 2004   | 18 лет  | —       | —       |
|                | Патрик Меркадо     | Индепендьенте дель Валье | 31 июля 2003    | 19 лет  | —       | —       |
|                | Патриксон Дельгадо | Йонг Аякс                | 17 октября 2003 | 19 лет  | —       | —       |
|                | Хуан Санчес        | Спортинг Кристал         | 7 февраля 2003  | 19 лет  | —       | —       |
|                | Оскар Самбрано     | ЛДУ Кито                 | 20 апреля 2004  | 18 лет  | —       | —       |
|                | Себастьян Гонсалес | ЛДУ Кито                 | 6 июня 2003     | 19 лет  | —       | —       |
|                | Эмерсон Пата       | Индепендьенте дель Валье | 11 июля 2004    | 18 лет  | —       | —       |
|                | Алан Минда         | Индепендьенте дель Валье | 14 мая 2003     | 19 лет  | —       | —       |
|                | Яимар Медина       | Индепендьенте дель Валье | 5 ноября 2004   | 18 лет  | —       | —       |
| Нападающие     |                    |                          |                 |         |         |         |
|                | Джастин Куэро      | Индепендьенте дель Валье | 18 марта 2004   | 18 лет  | —       | —       |
|                | Хосе Клингер       | Индепендьенте дель Валье | 10 марта 2005   | 17 лет  | —       | —       |
|                | Оскар Соса         | ЛДУ Кито                 | 1 мая 2003      | 19 лет  | —       | —       |
|                | Кристофер Самбрано | Аукас                    | 5 июля 2004     | 18 лет  | —       | —       |
| Главный тренер |                    |                          |                 |         |         |         |
| Флаг Эквадора  | Джимми Бран        | Джимми Бран              | 15 июля 1979    | 43 года |         |         |

### Уругвай
| №              | Имя                     | Клуб                  | Дата рождения   | Возраст | Игр     | Голов   |
| Вратари        | Вратари                 | Вратари               | Вратари         | Вратари | Вратари | Вратари |
| -------------- | ----------------------- | --------------------- | --------------- | ------- | ------- | ------- |
|                | Рандаль Родригес        | Пеньяроль             | 29 ноября 2003  | 19 лет  | —       | —       |
|                | Факундо Мачадо          | Насьональ             | 19 января 2004  | 19 лет  | —       | —       |
|                | Хосе Арбио              | Ривер Плейт           | 21 января 2003  | 19 лет  | —       | —       |
| Защитники      |                         |                       |                 |         |         |         |
|                | Игнасио Родригес        | Ливерпуль             | 10 ноября 2003  | 19 лет  | —       | —       |
|                | Себастьян Босельи       | Дефенсор Спортинг     | 4 декабря 2003  | 19 лет  | —       | —       |
|                | Факундо Гонсалес        | Валенсия              | 6 июля 2003     | 19 лет  | —       | —       |
|                | Матео Антони            | Насьональ             | 22 апреля 2003  | 19 лет  | —       | —       |
|                | Матео Понте             | Данубио               | 24 мая 2003     | 19 лет  | —       | —       |
|                | Матиас Де Ритис         | Пеньяроль             | 31 января 2003  | 19 лет  | —       | —       |
|                | Родриго Кабрера         | Дефенсор Спортинг     | 7 августа 2004  | 18 лет  | —       | —       |
| Полузащитники  |                         |                       |                 |         |         |         |
|                | Фабрисио Диас           | Ливерпуль             | 3 февраля 2003  | 19 лет  | —       | —       |
|                | Родриго Шагас           | Насьональ             | 20 августа 2003 | 19 лет  | —       | —       |
|                | Дамиан Гарсия           | Пеньяроль             | 15 июля 2003    | 19 лет  | —       | —       |
|                | Игнасио Соса            | Феникс                | 31 августа 2003 | 19 лет  | —       | —       |
|                | Ренсо Санчес            | Насьональ             | 17 февраля 2004 | 18 лет  | —       | —       |
|                | Франко Гонсалес         | Данубио               | 22 июня 2004    | 18 лет  | —       | —       |
|                | Хуан Крус де лос Сантос | Ривер Плейт           | 22 февраля 2003 | 19 лет  | —       | —       |
|                | Матиас Абальдо          | Дефенсор Спортинг     | 2 апреля 2004   | 18 лет  | —       | —       |
| Нападающие     |                         |                       |                 |         |         |         |
|                | Андерсон Дуарте         | Дефенсор Спортинг     | 23 марта 2004   | 18 лет  | —       | —       |
|                | Лусиано Родригес        | Ливерпуль             | 16 июля 2003    | 19 лет  | —       | —       |
|                | Николас Сири            | Монтевидео Сити Торке | 17 апреля 2004  | 18 лет  | —       | —       |
|                | Эмилиано Родригес       | Бостон Ривер          | 16 июля 2003    | 19 лет  | —       | —       |
|                | Альваро Родригес        | Реал Мадрид Кастилья  | 14 июля 2004    | 18 лет  | —       | —       |
| Главный тренер |                         |                       |                 |         |         |         |
| Флаг Уругвая   | Марсело Броли           | Марсело Броли         | 13 марта 1978   | 44 года |         |         |

### Венесуэла
| №              | Имя                | Клуб                    | Дата рождения   | Возраст | Игр     | Голов   |
| Вратари        | Вратари            | Вратари                 | Вратари         | Вратари | Вратари | Вратари |
| -------------- | ------------------ | ----------------------- | --------------- | ------- | ------- | ------- |
|                | Самуэль Родригес   | Атлетико Мадрид B       | 5 мая 2003      | 19 лет  | —       | —       |
|                | Франкарлос Бенитес | Каракас                 | 3 мая 2004      | 18 лет  | —       | —       |
|                | Кейбер Роа         | Универсидад Сентраль    | 22 апреля 2003  | 19 лет  | —       | —       |
| Защитники      |                    |                         |                 |         |         |         |
|                | Рафаэль Ускатеги   | Минерос Гуаяна          | 4 октября 2004  | 18 лет  | —       | —       |
|                | Ренне Ривас        | Каракас                 | 21 марта 2003   | 19 лет  | —       | —       |
|                | Сантьяго Гомес     | Академия Пуэрто-Кабельо | 18 мая 2003     | 19 лет  | —       | —       |
|                | Карлос Рохас       | Депортиво Ла Гуайра     | 23 января 2004  | 18 лет  | —       | —       |
|                | Алехандро Кова     | Мотриль                 | 19 мая 2003     | 19 лет  | —       | —       |
|                | Андри Вера         | Минерос Гуаяна          | 5 ноября 2003   | 19 лет  | —       | —       |
| Полузащитники  |                    |                         |                 |         |         |         |
|                | Теласко Сеговия    | Сампдория               | 2 апреля 2003   | 19 лет  | —       | —       |
|                | Эмерсон Руис       | Минерос Гуаяна          | 1 марта 2003    | 19 лет  | —       | —       |
|                | Викельман Кармона  | Нью-Йорк Ред Буллз      | 24 февраля 2003 | 19 лет  | —       | —       |
|                | Майколь Руис       | Интер де Баринас        | 3 июля 2003     | 19 лет  | —       | —       |
|                | Сесар Да Сильва    | Универсидад Сентраль    | 13 февраля 2004 | 18 лет  | —       | —       |
|                | Брайант Ортега     | Каракас                 | 28 февраля 2003 | 19 лет  | —       | —       |
|                | Ерсон Чакон        | Депортиво Тачира        | 4 июня 2003     | 19 лет  | —       | —       |
|                | Андрес Ромеро      | Монагас                 | 7 марта 2003    | 19 лет  | —       | —       |
| Нападающие     |                    |                         |                 |         |         |         |
|                | Хосе Риаско        | Филадельфия Юнион II    | 2 февраля 2004  | 18 лет  | —       | —       |
|                | Кевин Келси        | Бостон Ривер            | 27 июля 2004    | 18 лет  | —       | —       |
|                | Давид Мартинес     | Монагас                 | 7 февраля 2006  | 16 лет  | —       | —       |
|                | Нестор Хименес     | Каракас                 | 8 апреля 2003   | 19 лет  | —       | —       |
|                | Брайан Алькосер    | Минерос Гуаяна          | 17 августа 2003 | 19 лет  | —       | —       |
|                | Льюис Пенья        | Сулия                   | 7 апреля 2004   | 18 лет  | —       | —       |
| Главный тренер |                    |                         |                 |         |         |         |
| Флаг Аргентины | Фабрисио Колоччини | Фабрисио Колоччини      | 22 января 1982  | 41 год  |         |         |

### Чили
| №              | Имя                 | Клуб                 | Дата рождения   | Возраст | Игр     | Голов   |
| Вратари        | Вратари             | Вратари              | Вратари         | Вратари | Вратари | Вратари |
| -------------- | ------------------- | -------------------- | --------------- | ------- | ------- | ------- |
|                | Висенте Рейес       | Атланта Юнайтед 2    | 19 ноября 2003  | 19 лет  | —       | —       |
|                | Тома Жилье          | Универсидад Католика | 28 мая 2004     | 18 лет  | —       | —       |
|                | Педро Гарридо       | Универсидад де Чили  | 29 октября 2003 | 19 лет  | —       | —       |
| Защитники      |                     |                      |                 |         |         |         |
|                | Майколь Леон        | Палестино            | 9 июня 2003     | 19 лет  | —       | —       |
|                | Яир Саласар         | Универсидад де Чили  | 19 января 2005  | 18 лет  | —       | —       |
|                | Томас Авилес        | Расинг               | 3 февраля 2004  | 18 лет  | —       | —       |
|                | Себастьян Пино      | Алавес               | 28 января 2003  | 19 лет  | —       | —       |
|                | Дарко Фьяменго      | Коло-Коло            | 13 февраля 2003 | 19 лет  | —       | —       |
|                | Марсело Моралес     | Универсидад де Чили  | 6 июня 2003     | 19 лет  | —       | —       |
|                | Матиас Васкес       | Магальянес           | 12 января 2003  | 20 лет  | —       | —       |
| Полузащитники  |                     |                      |                 |         |         |         |
|                | Кристобаль Кастильо | О'Хиггинс            | 4 февраля 2003  | 19 лет  | —       | —       |
|                | Джейсон Фуэнтеальба | Универсидад де Чили  | 10 января 2003  | 20 лет  | —       | —       |
|                | Лукас Ассади        | Универсидад де Чили  | 8 января 2004   | 19 лет  | —       | —       |
|                | Хоан Крус           | Коло-Коло            | 4 апреля 2003   | 19 лет  | —       | —       |
|                | Брайан Гонсалес     | Универсидад де Чили  | 23 февраля 2003 | 19 лет  | —       | —       |
|                | Ренато Кордеро      | Универсидад де Чили  | 16 апреля 2003  | 19 лет  | —       | —       |
|                | Мартин Матурана     | О'Хиггинс            | 18 января 2004  | 19 лет  | —       | —       |
| Нападающие     |                     |                      |                 |         |         |         |
|                | Паоло Гуахардо      | Сантьяго Уондерерс   | 27 мая 2003     | 19 лет  | —       | —       |
|                | Габриэль Норамбуэна | Унион Эспаньола      | 7 мая 2003      | 19 лет  | —       | —       |
|                | Диего Осса          | Универсидад Католика | 14 апреля 2004  | 18 лет  | —       | —       |
|                | Мануэль Лолас       | Рейнджерс            | 11 января 2004  | 19 лет  | —       | —       |
|                | Висенте Конельи     | Унион Эспаньола      | 7 января 2003   | 20 лет  | —       | —       |
|                | Дарио Осорио        | Универсидад де Чили  | 24 января 2004  | 18 лет  | —       | —       |
| Главный тренер |                     |                      |                 |         |         |         |
| Флаг Чили      | Патрисио Ормасабаль | Патрисио Ормасабаль  | 12 февраля 1979 | 44 года |         |         |

### Боливия
| №              | Имя                | Клуб                | Дата рождения   | Возраст | Игр     | Голов   |
| Вратари        | Вратари            | Вратари             | Вратари         | Вратари | Вратари | Вратари |
| -------------- | ------------------ | ------------------- | --------------- | ------- | ------- | ------- |
|                | Бруно Поведа       | Хорхе Вильстерманн  | 22 октября 2003 | 19 лет  | —       | —       |
|                | Хоэль Берналь      | Рояль Пари          | 1 февраля 2003  | 19 лет  | —       | —       |
|                | Леонардо Гусман    | Стронгест           | 30 апреля 2004  | 18 лет  | —       | —       |
| Защитники      |                    |                     |                 |         |         |         |
|                | Хосе Эррера        | Боливар             | 9 марта 2003    | 19 лет  | —       | —       |
|                | Эфраин Моралес     | Атланта Юнайтед 2   | 4 марта 2004    | 18 лет  | —       | —       |
|                | Эдуардо Альварес   | Рояль Пари          | 9 апреля 2003   | 19 лет  | —       | —       |
|                | Йомар Роча         | Боливар             | 21 июня 2003    | 19 лет  | —       | —       |
|                | Джон Веласко       | Боливар             | 8 марта 2004    | 18 лет  | —       | —       |
|                | Карлитос Родригес  | Хорхе Вильстерманн  | 22 ноября 2004  | 18 лет  | —       | —       |
|                | Денильсон Дуран    | Блуминг             | 24 марта 2003   | 19 лет  | —       | —       |
|                | Луис Пас           | Боливар             | 9 июня 2004     | 18 лет  | —       | —       |
| Полузащитники  |                    |                     |                 |         |         |         |
|                | Пабло Лухан        | Блуминг             | 26 февраля 2003 | 19 лет  | —       | —       |
|                | Карлос Сехас       | Аурора              | 10 января 2004  | 19 лет  | —       | —       |
|                | Хуан Магальянес    | Боливар             | 2 января 2003   | 20 лет  | —       | —       |
|                | Лукас Чавес        | Боливар             | 17 апреля 2003  | 19 лет  | —       | —       |
|                | Фабрисио Квальо    | Стронгест           | 30 июля 2003    | 19 лет  | —       | —       |
|                | Фернандо Нава      | Атлетико Паранаэнсе | 8 июня 2004     | 18 лет  | —       | —       |
|                | Эрвин Вака         | Коло-Коло           | 18 марта 2004   | 18 лет  | —       | —       |
| Нападающие     |                    |                     |                 |         |         |         |
|                | Хосе Флорес        | Стронгест           | 3 августа 2003  | 19 лет  | —       | —       |
|                | Рамиро Эгес        | Блуминг             | 16 марта 2004   | 18 лет  | —       | —       |
|                | Мигель Вильярроэль | Боливар             | 10 января 2003  | 19 лет  | —       | —       |
|                | Даниэль Рибера     | Тальерес            | 18 февраля 2005 | 17 лет  | —       | —       |
|                | Диего Паррадо      | Интернасьональ      | 28 апреля 2003  | 19 лет  | —       | —       |
| Главный тренер |                    |                     |                 |         |         |         |
| Флаг Боливии   | Пабло Эскобар      | Пабло Эскобар       | 12 июля 1978    | 44 года |         |         |